# Sjeverni štakorski kanal
Sjeverni štakorski kanal (njemački: Rattenlinie Nord) opisuje put bijega brojnih visoko rangiranih nacionalsocijalista prema Flensburgu u pokrajini Schleswig-Holstein 1945. godine. Razmatra se odvojeno od ostalih štakorskih kanala koje su vodile van Europe. 

## Razlozi bijega prema Flensburgu
U posljednjim danima Drugog svjetskog rata veliki broj nacističkih vođa nije uspio pobjeći u navodnu alpsku tvrđavu na jugu zemlje, već se dao u bijeg prema sjeveru do grada Flensburga. U nerazorenoj flensburškoj četvrti Mürwik uspostavljeno je tzv. posebno područje Mürwik kao sjedište flensburške vlade, posljednje nacionalsocijalističke vlade pod vodstvom admirala Karla Dönitza. Planiranje preseljenja vlade iz Berlina u Mürwik započelo je u veljači 1945., a provedeno je u travnju 1945.  
Reichsführer SS Heinrich Himmler je također, zajedno sa svojim glavnim pomoćnikom Wernerom Grothmannom, Karlom Gebhardtom i ostalim osobljem, pobjegao prema Flensburgu, s namjerom uključenja u vladu admirala Dönitza.   